# Mont-d’Astarac
Mont-d’Astarac (gaskognisch: Lo Mont d’Astarac) ist eine französische Gemeinde mit 91 Einwohnern (Stand 1. Januar 2022) im Département Gers in der Region Okzitanien (bis 2015 Midi-Pyrénées); sie gehört zum Arrondissement Mirande und zum Gemeindeverband Val de Gers. Die Bewohner nennen sich Mont-d’Astaracais/Mont-d’Astaracaises.

## Geografie
Mont-d’Astarac liegt rund 25 Kilometer südöstlich von Mirande und 36 Kilometer südlich von Auch ganz im Süden des Départements Gers an der Grenze zu den Départements Hautes-Pyrénées und Haute-Garonne. Die Gemeinde besteht aus dem Dorf Mont-d’Astarac, zahlreichen Streusiedlungen und Einzelgehöften. Der Fluss Arrats durchquert die Gemeinde in nördlicher Richtung.
Nachbargemeinden sind Arrouède im Norden, Cap d’Astarac (Berührungspunkt) im Nordosten, Manent-Montané im Osten, Lalanne-Arqué und Boulogne-sur-Gesse (im Département Haute-Garonne) im Südosten, Thermes-Magnoac (im Département Hautes-Pyrénées) und Casterets (im Département Hautes-Pyrénées) im Süden, Sariac-Magnoac (im Département Hautes-Pyrénées) im Südwesten sowie Chélan im Westen.

## Bevölkerungsentwicklung
| Jahr                       | 1793 | 1821 | 1831 | 1962 | 1968 | 1975 | 1982 | 1990 | 1999 | 2006 | 2011 | 2016 |
| Einwohner                  | 339  | 216  | 319  | 132  | 122  | 107  | 112  | 103  | 102  | 96   | 98   | 109  |
| Quellen: Cassini und INSEE |      |      |      |      |      |      |      |      |      |      |      |      |